# Émilienne Demougeot
Émilienne Demougeot est une historienne française, spécialiste de l'Antiquité tardive et des débuts du christianisme, née à Bourges le 30 janvier 1910 et morte à Montpellier le 19 juin 1994.

## Biographie
Elle fait ses études primaires et secondaires en Guadeloupe, de 1917 à 1922, puis à Tanger en 1925-1926. Professeur agrégé d'histoire, elle enseigne en lycée avant la guerre, puis est nommée assistante à la Sorbonne. Elle soutient sa thèse en 1949. Elle est élue professeur d'histoire ancienne à la Faculté des lettres de Montpellier en 1957 où elle enseigne jusqu'à son départ à la retraite en 1978.
Emilienne Demougeot est l'autrice, entre autres, de La Formation de l’Europe et les invasions barbares. Elle a légué sa bibliothèque à la Bibliothèque d'histoire ancienne de l'Université Paul-Valéry de Montpellier.

## Publications
- De l'unité à la division de l'Empire romain, Paris, 1951, Adrien-Maisonneuve, 618 pages, prix Thérouanne de l'Académie française en 1952
- La Formation de l'Europe et les invasions barbares, vol. I : Des origines germaniques à l'avènement de Dioclétien, Paris, Aubier, coll. « Collection historique », 1979 (1re éd. 1969), 616 p. (présentation en ligne), [présentation en ligne], [présentation en ligne].
- La Formation de l'Europe et les invasions barbares, vol. II, t. 1 : De l'avènement de Dioclétien (284) à l'occupation germanique de l'Empire romain d'Occident (début du VIe siècle) : le IVe siècle, Paris, Aubier, coll. « Collection historique », 1979 (1re éd. 1969), 410 p. (ISBN 2-7007-0146-1, présentation en ligne), [présentation en ligne].
- La Formation de l'Europe et les invasions barbares, vol. III, t. 2 : De l'avènement de Dioclétien (284) à l'occupation germanique de l'Empire romain d'Occident (début du VIe siècle) : le Ve siècle, Paris, Aubier, coll. « Collection historique », 1979 (1re éd. 1969), 519 p. (ISBN 2-7007-0146-1).
- Le Colosse de Barletta, Mélanges de l'École française de Rome. Antiquité, T. 94, no 2, 1982, p. 951-978 consultabler sur Persée.
- En collaboration avec Michel Christol, André Chastagnol, Mélanges de numismatique, d'archéologie et d'histoire : Offerts à Jean Lafaurie, 1980, Société française de numismatique, 286 pages.
- L'Empire romain et les Barbares d'Occident (IVe – VIIe siècle) : scripta varia  (recueil d'articles), Paris, Publications de la Sorbonne, 1988, 420 p. (ISBN 2-859-44177-8, présentation en ligne).